# Маньюасу (микрорегион)

Маньюасу на карте.

Маньюасу (порт. Microrregião de Manhuaçu) — микрорегион в Бразилии, входит в штат Минас-Жерайс. Составная часть мезорегиона Зона-да-Мата. Население составляет 273 814 человек (на 2010 год). Площадь — 4857,079	 км². Плотность населения — 56,37 чел./км².

## Демография
Согласно сведениям, собранным в ходе переписи 2010 г. Национальным институтом географии и статистики (IBGE), население микрорегиона составляет:						
| Полное население                             | Полное население                             | Полное население                             | Полное население                             | 273 814 |
| -------------------------------------------- | -------------------------------------------- | -------------------------------------------- | -------------------------------------------- | ------- |
| в том числе:                                 | Городское население                          | 170 962                                      | Процент городского населения, %              | 62,44   |
|                                              | Сельское население                           | 102 852                                      | Процент сельского населения, %               | 37,56   |
|                                              | Мужское население                            | 137 585                                      | Процент мужского населения, %                | 50,25   |
|                                              | Женское население                            | 136 229                                      | Процент женского населения, %                | 49,75   |
| Плотность населения, чел/км²                 | Плотность населения, чел/км²                 | Плотность населения, чел/км²                 | Плотность населения, чел/км²                 | 56,37   |
| Население микрорегиона в % к населению штата | Население микрорегиона в % к населению штата | Население микрорегиона в % к населению штата | Население микрорегиона в % к населению штата | 1,40    |

## Статистика
- Валовой внутренний продукт на 2003 год составляет 1 066 316 301,00 реалов (данные: Бразильский институт географии и статистики).
- Валовой внутренний продукт на душу населения на 2003 год составляет 4081,43 реалов (данные: Бразильский институт географии и статистики).
- Индекс развития человеческого потенциала на 2000 год составляет 0,722 (данные: Программа развития ООН).

## Состав микрорегиона
В составе микрорегиона включены следующие муниципалитеты:
1. Абри-Кампу
2. Алту-Капарао
3. Алту-Жекитиба
4. Капарао
5. Капутира
6. Шале
7. Дуранде
8. Лажинья
9. Луисбургу
10. Маньюасу
11. Маньюмирин
12. Мартинс-Соарис
13. Матипо
14. Педра-Бонита
15. Редуту
16. Санта-Маргарида
17. Сантана-ду-Маньюасу
18. Симонезия
19. Сан-Жозе-ду-Мантименту
20. Сан-Жуан-ду-Маньюасу